# Federazione cestistica del Montenegro
La Košarkaški Savez Crne Gore (acronimo KSCG; serbo - montenegrino Кошаркашки Савез Црне Горе, КСЦГ) è l'ente che controlla e organizza la pallacanestro in Montenegro.
La federazione controlla inoltre la nazionale di pallacanestro del Montenegro. Ha sede a Podgorica e l'attuale presidente è Nikola Pekovic.
È affiliata alla FIBA dal 2006 e organizza il campionato montenegrino di pallacanestro.